# Hagtjärnet (Dals-Eds socken, Dalsland)
Hagtjärnet är en sjö i Dals-Eds kommun i Dalsland och ingår i Göta älvs huvudavrinningsområde. Sjön har en area på 0,0735 kvadratkilometer och ligger 160,5 meter över havet.

## Delavrinningsområde
Hagtjärnet ingår i det delavrinningsområde (654099-127757) som SMHI kallar för Rinner till 659270-127649. Medelhöjden är 173 meter över havet och ytan är 35,06 kvadratkilometer. Det finns inga avrinningsområden uppströms utan avrinningsområdet är högsta punkten. Stamnåraälven som avvattnar avrinningsområdet har biflödesordning 3, vilket innebär att vattnet flödar genom totalt 3 vattendrag innan det når havet efter 247 kilometer. Avrinningsområdet består mestadels av skog (62 procent). Avrinningsområdet har 141,99 kvadratkilometer vattenytor vilket ger det en sjöprocent på 27,5 procent.